# Dupilumab
Dupilumab ist ein monoklonaler Antikörper, der als Medikament (Handelsname Dupixent; Herstellung und Vermarktung Sanofi-Aventis, entwickelt in Zusammenarbeit mit Regeneron Pharmaceuticals) zur Behandlung der atopischen Dermatitis (Neurodermitis), zur Add-on-Erhaltungstherapie bei schwerem Asthma sowie bei bestimmten Patienten mit schwerer Entzündung der Nasenwege und Nebenhöhlen (Rhinosinusitis) in Verbindung mit Nasenpolypen angewendet wird. Die Anwendung erfolgt durch subkutane Injektion.

## Wirkungsmechanismus
Dupilumab wirkt, indem es die α-Kette des Interleukin-4 Rezeptors (IL-4Ra, CD124) und damit zwei zentrale Zytokine der Th2-Immunantwort (IL-4, IL-13) blockiert. In zwei Phase-3-Studien hatte es 2016 vielversprechende Ergebnisse gezeigt.

## Zulassung
- EU: Im September 2017 wurde Dupilumab in der EU zur Behandlung des atopischen Ekzems (Neurodermitis) durch die Europäische Kommission zugelassen.[3] Seit Mai 2019 besteht eine Zulassung für schweres Asthma (mit Eosinophilie und/oder FeNO-Erhöhung),[4] seit Oktober 2019 ferner zur Add-on-Therapie mit intranasalen Kortikosteroiden zur Behandlung von Erwachsenen mit schwerer chronischer Rhinosinusitis mit Polyposis nasi  (chronic rhinosinusitis with nasal polyposis, CRSwNP), die anders nicht ausreichend kontrolliert werden kann.[5] Dupilumab ist auch bei Patienten mit unkontrollierter chronisch obstruktiver Lungenerkrankung (COPD) als ergänzende Erhaltungstherapie angezeigt, wenn die Erkrankung durch erhöhte Eosinophile im Blut gekennzeichnet ist und mit einer Kombination aus einem inhalativen Glucocorticoid, einem langwirksamen Beta2-Agonisten (LABA) und einem langwirksamen Muskarinrezeptorantagonisten (LAMA) oder einer Kombination aus einem LABA und einem LAMA behandelt wird und wenn inhalative Glucocorticoide nicht geeignet sind. Im Juni 2024 erteilte die europäische Kommission die Zulassung dafür.[6]
- USA: Die amerikanische Zulassungsbehörde FDA hat Dupilumab im März 2017 zugelassen.[7]

Die Zulassung beruht u. a. auf den Studien SOLO 1 und SOLO 2.

## Frühe Nutzenbewertung
In Deutschland müssen seit 2011 neu zugelassene Medikamente mit neuen Wirkstoffen gemäß § 35a SGB V einer „frühen Nutzenbewertung“ durch den Gemeinsamen Bundesausschuss (G-BA) unterzogen werden, wenn der pharmazeutische Hersteller einen höheren Verkaufspreis als nur den Festbetrag erzielen möchte. Nur wenn ein Zusatznutzen besteht, kann der Arzneimittelhersteller mit dem Spitzenverband der gesetzlichen Krankenkassen einen Preis aushandeln. Die Dossierbewertungen, auf deren Basis der G-BA seine Beschlüsse fasst, erstellt das Institut für Qualität und Wirtschaftlichkeit im Gesundheitswesen (IQWiG).
In der ersten frühen Nutzenbewertung ging es 2017 um die Behandlung von mittelschwerer bis schwerer atopischer Dermatitis bei Erwachsenen, für die eine systemische Therapie in Betracht kommt. Gemäß G-BA-Beschluss gibt es einen Hinweis auf einen beträchtlichen Zusatznutzen gegenüber der zweckmäßigen Vergleichstherapie. Nach einer Zulassungserweiterung wurde 2019 untersucht, ob Dupilumab auch als Add-on-Erhaltungstherapie bei Erwachsenen und Jugendlichen ab 12 Jahren einen Zusatznutzen hat, deren schweres Asthma mit Typ-2-Inflammation durch eine erhöhte Anzahl der Eosinophilen im Blut und/oder erhöhtes FeNO gekennzeichnet und trotz hochdosierter inhalativer Kortikosteroide und einem weiteren zur Erhaltungstherapie angewendeten Arzneimittel unzureichend kontrolliert ist. Für sie ist laut G-BA-beschluss einen Zusatznutzen gegenüber einer patientenindividuellen Therapieeskalation unter Berücksichtigung der Vortherapie nicht belegt. In einem dritten Verfahren wurde Dupilumab zur Behandlung von mittelschwerer bis schwerer atopischer Dermatitis bei Jugendlichen ab 12 bis < 18 Jahren bewertet, die für eine systemische Therapie in Betracht kommen. Gemäß G-BA-Beschluss gibt es gegenüber der zweckmäßigen Vergleichstherapie, einem patientenindividuell optimierten Therapieregime aus topischer und systemischer Therapie in Abhängigkeit von der Ausprägung der Erkrankung und unter Berücksichtigung der Vortherapie, einen Anhaltspunkt für einen nicht quantifizierbaren Zusatznutzen.

## Therapiekosten
Laut The New York Times liegen die Behandlungskosten in den USA bei 37.000 US-Dollar pro Jahr (Stand 2017). In Deutschland kostet die Behandlung im Jahr bis zu 17.000 EUR (Stand 2024). Die Verkaufspreise sinken weiter. 

## Handelsnamen
Dupixent (USA)